# 國際社會對國會山騷亂的反應
超过七十个国家和国际组织对2021年美国国会大厦发生的冲击事件表示关切，并谴责暴力行为，一些国家和国际组织特别谴责唐納·川普总统本人在冲击事件中发挥的作用。许多外国领导人、外交官、政治家和机构对事件表示震惊、愤慨和谴责。多位领导人呼吁和平，并将事件描述为“对民主的袭击”。而包括巴西、波兰和匈牙利在内的一些国家的领导人拒绝谴责这一事件，并称其为美国的内部事务。

## 非洲
- 南非：南非總統西里爾·拉馬福薩對事件感到「震驚」，稱其「撼動了美國民主的基礎」，又希望美國「在為自己的民主帶來穩定的過程中有最出色的表現」。他還說，南非願意藉著自身的經驗協助美國以和平方式過渡民主[7]。
- 辛巴威：津巴布韦总统埃默森·姆南加古瓦表示，美国国会示威事件显示，美国并没有打着民主的幌子惩罚其他国家的道德权利。[8]

## 亚洲
- 印度：印度总理纳伦德拉·莫迪发推文称，他“对于发生骚乱和暴力的消息感到痛心”，并敦促“和平移交权力必须继续进行”[5][9]。
- 伊朗：伊朗总统鲁哈尼表示，美国国会遭冲击，显示了西方民主的脆弱。[10]
- 以色列
  - 总理本雅明·内塔尼亚胡表示，“在国会大厦的暴行是一种可耻的行为，必须予以强烈谴责”，并谴责“无法无天和暴力”。[11]
  - 外交部长加比·阿什肯纳齐对“世界民主的堡垒”的骚乱表示关切，并表示他“确信美国人民及其代表将知道如何击退攻击，继续有力地捍卫美国赖以建立的价值观，这些价值观对我们所有人都很重要”[12]。
- 日本
  - 日本首相菅义伟表示“对这一事件感到极度失望”，但由于没有用更强硬的措辞谴责这一事件，招致了反对派政客的批评[13]。
  - 内阁官房长官加藤胜信告知记者：“我们希望权力和平交接”，并进一步评论说：“我们希望美国的民主能够克服这一困难局面，希望能够实现和平、民主的过渡，恢复社会的和平与和谐。”[14]，他拒绝对特朗普个人进行谴责，称自己“谨慎看待此事”，并表示特朗普的“政治策略”“是关于美国的问题，因此作为政府，我们将不做评论”。他还表示，“特朗普一直呼吁示威者回家，并一直说应该遵守秩序，恢复和平。当选总统拜登先生则一直在呼吁正义。”[15]。
- 巴勒斯坦：巴勒斯坦官员夏楠·阿什拉維在推特上说：“当巴勒斯坦和世界其他许多地方的人民正在为实现民主而奋斗时，美国有一些人正在积极破坏他们的民主。”[16]
- 中华人民共和国
  - 中华人民共和国外交部发言人华春莹在例行记者会上表示，希望美国人民能尽快享有和平、稳定和安全；她也对美国一些人士面对华盛顿特区以及香港两个不同地方的冲击议会行为采取的双重标准[注 1]提出了批评。[17]
  - 中国驻美国大使馆提醒在美中国公民加强安全防范[18]。
- 中華民國
  - 中華民國外交部发言人歐江安對衝突表示遺憾，並表示外交部會繼續密切關注相關發展。
  - 駐美國代表處發布緊急公告，提醒當地國人提高警覺、避免在宵禁期間外出。[19]
- ：韓國外交部发表声明祝贺拜登“在美国国会于1月7日认证选举团的结果之后”当选，并进一步表示“韩国政府期待着与拜登政府的密切沟通和合作，并进一步推进[他们的共同目标]”。《外交家》称，这段不提及冲击国会大厦的发言“令人好奇”[20]。
- 新加坡
  - 國務資政兼国家安全统筹部长张志贤在脸书上称：“[我]一直没睡，看着美国国会令人震惊的场面，抗议者进入会议厅，阻止会议进程，并迫使议员逃离......。我们希望这能和平地结束。这是一个悲伤的日子。”[21]
- 阿联酋：阿拉伯聯合酋長國駐美國大使館要求國民遠離衝突地方以及遵循當地頒佈之宵禁令。[12]

## 欧洲
- 奥地利
  - 奥地利总理塞巴斯蒂安·库尔茨称“华盛顿的画面令人震惊”，“这是对民主的一个不可接受的攻击。必须要以和平有序的方式确保权力的移交”[22][23]。
  - 奥地利总统亞歷山大·范德貝倫对该事件表示不安并予以关注，称“美国民主的心脏——国会大厦遭民粹主义者和无视民主价值的人袭击”，“尊重自由选举的结果和和平移交政府权力是民主的基础”[24]。
- 比利时：比利时首相亞歷山大·德克羅称“我对美国国会大厦发生的事件感到震惊且难以相信，美国国会大厦是美国民主的象征。我们相信美国强大的制度将克服困难。”[25]
- 法國：法国外长让-伊夫·勒德里昂在Twitter上表示“对美国国会的暴力袭击也是对民主的严重袭击。我谴责这种行为。美国人民的意愿和投票必须被尊重。”[26]
- 芬兰：芬兰总理桑娜·马林在一份申明中表示“对美国国会山的袭击是极其严重以及担忧的事件。这次袭击也表明了捍卫民主的重要性。”[26]
- 德国
  - 德国总理安格拉·默克尔表示對於川普一直未承認敗選感到遺憾，認為川普的行為造成此事得以發生[27]，而她亦不認同Twitter和Facebook封鎖川普帳戶的決定[28]。
  - 德国外长马斯称“民主的敌人会因为这次闯入行动感到欢欣鼓舞”，并呼吁特朗普“接受美国民众的选择”。[29]
- 聖座：教皇方濟各称“我非常惊讶，因为美国人民是一群有纪律且秉持民主观念的人”，“总有一些事情是行不通的……比如人们不能走上反对社区、反对民主、反对共同利益的道路”[30]。
- 匈牙利
  - 匈牙利总理奧班·維克多称匈牙利“不打算干涉美国发生的事，因为那是美国人自己的事情”，但仍对事件中遇难者的家属表示了慰问。此外，他还指责他的政治对手“在匈牙利也采取了暴力手段”，并同样在此前“围攻议会大厦”[31]。
  - 匈牙利家庭事务部长诺瓦克·卡塔琳称来自国会山的照片令人震惊，并表示“世界各地的选举在选举前、选举中和选举后都应保证民主”[32]。
- 俄羅斯：俄罗斯外交部发言人玛丽亚·扎哈罗娃表示，此次示威活动显示，美国选举制度过时且不符合现代民主标准，美国媒体已经成为政治斗争的工具。[33]
- 瑞典：瑞典首相斯特凡·勒文形容这次示威是“对民主的袭击”，并称“特朗普总统以及不少美国国会成员对此次示威行为负有不可推卸的责任，选举总统的过程必须被尊重。”[26]
- 西班牙：西班牙首相佩德羅·桑切斯發推文稱其相信美國民主的力量，新任美國總統拜登會克服這一切，團結美國。[34]
- 土耳其：
  - 土耳其總統雷傑普·塔伊普·埃爾多安表示「所謂民主搖籃的美國所經歷的事，實在令全人類震驚，在美國史上聞所未聞，是民主的恥辱。」同時批評美國在是次示威和2013年土耳其反政府抗議運動評價的雙重標準[35]，并責備華府在2016年土耳其政變上默不作聲。他还批评了社交媒体公司对特朗普的限制，称其为“数字法西斯主义”，并说：“我们也不能接受在没有任何法律依据的情况下关闭人们的交流渠道。”[36]
  - 土耳其外交部部长梅夫吕特·恰武什奥卢发表了一份聲明，表达了对暴力的担忧，以及呼吁土耳其公民尽量避开示威区域。[26]
- 英国：英國首相鲍里斯·约翰逊發推文稱闖入國會的行為「可恥」，呼籲和平的政權交接，「美國是全世界的民主代表，現在和平有序的政權交接至關重要」，並譴責川普鼓動暴力[27]；英國外相多米尼克·拉布6日稍早時也表示，英國政府相信美國體制會讓選舉結果「得到合適的確認和尊重」。[34]

## 北美洲
- 巴哈马：巴哈马外交部长（英语：Minister of Foreign Affairs (Bahamas)）达伦·亨菲尔德将事件描述为一场“叛乱”，并称美国“将找到属于自己的道路”[37]。
- ：伯利兹政府谴责这次袭击，并敦促美国政府“确保按照宪法规定进行和平和合法的权力转移，以反映人民在自由和公平的选举中自由表达的意愿”[38]。
- 加拿大：加拿大首相賈斯汀·杜魯多表达了他对事件的担忧，并称“我们严重关切美国发生的事态”，随后他在接受温哥华一电台采访的时候表示“我们相信美国的民主制度是强大的，希望一切尽快回归平常。”[26]次日，特鲁多接受媒体采访时表示：“这场对于民主的袭击是由现任总统（特朗普）和一些政客煽动的。”[39]
- 墨西哥：墨西哥總統洛佩斯·奧夫拉多爾對衝擊事件表示遺憾，同時譴責Twitter和Facebook封鎖特朗普賬戶的決定，表明不同意篩選或剝奪任何人在社交網站發言的權利[40]。

## 南美洲
- 巴西：巴西总统博索纳罗表示，此次事件的根本原因是美国民众对于此次选举的不信任，暗示选举舞弊的存在。[8]
- 委內瑞拉：委内瑞拉外交部部长豪尔赫·阿雷亚萨谴责政治上的两极分化，并希望美国人民开辟一条通往稳定与社会正义的新道路。[8]

## 大洋洲
- ：澳大利亚总理斯科特·莫里森形容此次示威“令人担忧”，并在Twitter上表示“我们谴责此次暴力行为，并期待美国会一如既往地和平地过渡权力给下一届政府。”[26]
- 斐济总理弗兰克·姆拜尼马拉马表示：“我们今天在华盛顿看到的暴力场面是对全球民主国家的侮辱。真正的民主是一种珍贵的财富，任何国家都不应想当然。我们相信美国很快就会一劳永逸地结束这一丑陋的篇章。”[41]

## 国际组织
- 联合国
  - 秘书长安东尼奥·古特雷斯“对周三在华盛顿特区美国国会大厦发生的事件感到悲痛”，他说，“在这种情况下，政治领导人必须让其追随者认识到必须避免暴力，以及尊重民主进程和法治。”[42]
  - 联合国大会主席沃尔坎·博兹克尔（英语：Volkan Bozkir）表示，他对这些事件感到“悲伤和关切”，并表示他相信“在这个关键时刻，和平与对民主进程的尊重将在我们的东道国盛行。”[43]
  -  世界卫生组织总干事（英语：Director-General of the World Health Organization）谭德塞说：“我想到了我在美国的许多朋友，在对这些事件深感悲痛的同时，我仍然对美国的精神和复原力充满信心。今晚，我祝愿“洋迄彼洋碧已”（from sea to shining sea）的和平与团结。”[44]
  - 联合国人权事务高级专员蜜雪兒·巴舍萊发表声明，呼吁进行调查，说她的办公室对这次袭击“深感不安”。她还谴责了对记者的攻击，并“呼吁包括美国总统在内的各政治派别领导人摒弃错误和危险的说法”。[45][46]
- 欧洲联盟：歐盟執委會主席馮德萊恩表示對社群媒體在此事件中扮演的角色以及2天後Twitter決定永久封殺川普帳號的舉措都深感不安，希望明確規範讓網路公司對其傳播、促進和刪除內容的方式負責。[47]
- 北大西洋公约组织：北大西洋公約組織秘書長史托騰柏格推文表示，他在華府目睹震驚的一幕，而民主選舉的結果必須被尊重。[34]
- 英联邦：秘书长帕特里夏·史考蘭德说：“看到昨晚在美国首都发生的暴力事件，我深感震惊和悲哀，在一个自由和民主的社会中，没有任何地方可以发生暴力。然而，令人振奋的是，民主和法治已经取得了胜利。”[48]
- 东南亚国家联盟：东盟议员人权委员会主席查尔斯圣地亚哥说，特朗普与其他世界领导人一起“颠覆民主和人民意愿”。[49]

### 极端组织
- 伊斯蘭國：该组织的官方出版物《Al-Naba（英语：Al-Naba）》称赞“在暴君会议期间”冲进国会大厦是“伟大的”。该组织推测，美国的内部纷争将导致该国减少用于打击国际恐怖组织的资源。[50]